# Cymbark
Cymbark – wieś w Polsce położona w województwie kujawsko-pomorskim, w powiecie wąbrzeskim, w gminie Ryńsk. Siedziba sołectwa. Według podziału administracyjnego Polski obowiązującego w latach 1975–1998, miejscowość należała do województwa toruńskiego. Według Narodowego Spisu Powszechnego (III 2011 r.) liczyła 555 mieszkańców. Jest szóstą co do wielkości miejscowością gminy Ryńsk.